# أريك مونبيرست
أريك مونبيرست (Erick Mombaerts) (مواليد 21 أبريل 1955) هو مدرب كرة قدم.

## وصلات خارجية
- أريك مونبيرست على موقع قاعدة بيانات كرة القدم.إي يو (الإنجليزية)
- أريك مونبيرست على موقع Soccerbase.com (مدرب) (الإنجليزية)
- أريك مونبيرست على موقع Soccerway.com (الإنجليزية)
- أريك مونبيرست على موقع عالم كرة القدم.نت (الإنجليزية)

- transfermarkt.com
- J.League Data Site (باليابانية)